# Karim Kacel
 (octobre 2015).
Si vous disposez d'ouvrages ou d'articles de référence ou si vous connaissez des sites web de qualité traitant du thème abordé ici, merci de compléter l'article en donnant les références utiles à sa vérifiabilité et en les liant à la section « Notes et références ».
Karim Kacel est un chanteur et compositeur français de chanson française né à Paris le 30 août 1959. 

## Biographie
De parents Imazighen en Algérie, auteur compositeur interprète, Karim Kacel a émergé dans le paysage musical français au début des années 1980. Ses chansons s'inscrivent de plain-pied dans le patrimoine le plus classique de la chanson française. Des grands textes, une certaine poésie et une interprétation sans faille. Avec plusieurs albums couronnés, de nombreux prix, et des scènes prestigieuses en France (Théâtre de la Ville à Paris, Olympia, Bourges, les Francofolies...) en Europe et dans le monde, ce chanteur discret a su se faire aimer du public par son écriture et sa vision du monde. 
Après s'être consacré en 2009 à un spectacle-hommage à Serge Reggiani, et une tournée de trois ans, Karim Kacel revient avec un nouvel album en octobre 2015, Encore un jour, et qui a été écrit et composé au gré de ses voyages.
Il s'est entouré de jeunes musiciens de la scène actuelle qui donnent un son particulier à cet album en totale cohérence avec son époque.
Après la sortie de son nouvel album  Encore un jour qui a consacré l'émergence d'un style empreint de sonorités nouvelles, une équipe musicale se retrouve autour de Karim Kacel pour créer un spectacle composé de dix-huit titres faits de ses succès et des chansons issues de l'album.

## Discographie
- Banlieue (1982 - 45 tours)
- Gens qui rient, gens qui pleurent (1984)
- P'tite sœur (1986 - 33 tours)
- Planète 100 000 (1986 - 45 tours)
- Sans en avoir l'air (1988)
- Ruses de Sioux (1991)
- L'orage est passé (1995), coécrit avec Angelo Zurzolo
- Ce n'est qu'un jeu (1997), enregistré à Capri
- Futur intérieur (1999) (compilation)
- Rien que pour toi (2002)
- En scène (2004), album live enregistré à l'Espace Kiron
- Une autre (2006)
- Bluesville (2008)
- Karim Kacel chante Reggiani (2008)
- Encore un jour (2015)

## Prix & Récompenses
- 1986 : Grand Prix de l'Académie Charles-Cros pour P'tite Sœur
- 1988 : Piaf du meilleur spectacle pour son passage à l'Olympia
- 1989 : Prix du  Petit Robert du meilleur parolier, par Léo Ferré

## Filmographie
- Participation en 1984 à la composition de la bande originale du film Le Thé au harem d'Archimède

## Autres
Pendant plusieurs années lors des mois de juillet et d'août, il animait des ateliers musicaux pour la CMCAS, en compagnie de Pierre-André Athané. Le mois de juillet était réservé aux adultes du centre de Super-Besse, tandis que le mois d'août est consacré aux jeunes de 15 à 17 ans, durant trois semaines dans le centre du château de la Durie à Saint-Denis-de-Cabanne. Ils montent un spectacle en une dizaine de jours puis partent en tournée dans des centres de vacances en Auvergne.